# Alfredtown
Alfredtown est un village australien situé dans la zone d'administration locale de Wagga Wagga, en Nouvelle-Galles du Sud. 
Établi dans la Riverina, à 14 km à l'est de Wagga Wagga, le village est traversé par la Sturt Highway et ne comporte qu'un hôtel, une station d'essence et quelques épiceries. En 2016, la population s'élevait à 109 habitants.